# Slimane (piosenkarz)
Slimane Nebchi (ur. 13 października 1989 w Chelles) – francuski piosenkarz i autor tekstów pochodzenia algierskiego.
Zwycięzca piątej edycji programu The Voice – La plus belle voix (2016). Wydał cztery albumy studyjne: À bout de rêves (2016), Solune (2018), VersuS (2019; w duecie z Vitaą) i Chroniques d'un Cupidon (2022), z którymi dotarł do pierwszego miejsca na liście sprzedaży we Francji i Belgii. Reprezentant Francji w 68. Konkursie Piosenki Eurowizji (2024) w Malmö.

## Życiorys
Urodził się w Chelles w regionie Île-de-France, a dorastał we wschodniej prowincji Paryża, później przeniósł się do Les Lilas. Pochodzi z muzykalnej algierskiej rodziny, wywodzącej się z Bouchagroune. Pasję do śpiewania i muzyki odkrył w sobie jako nastolatek.   
Początkowo pisał autorskie piosenki, które publikował w internecie. Uczestniczył w programach typu talent show: Nouvelle Star (2009) i X Factor (2011). W 2016 zwyciężył w piątej edycji programu The Voice – La plus belle voix. Po programie wydał debiutancki album studyjny pt. À bout de rêves. W 2018 wydał album pt. Solune. W 2019 premierę miał album pt. VersuS, który nagrał w duecie z Vitaą. W 2022 wydał album pt. Chroniques d’un Cupidon. W maju 2024, reprezentując Francję z utworem „Mon amour”, zajął czwarte miejsce w finale 68. Konkursu Piosenki Eurowizji w Malmö. 26 lipca tego samego roku zaśpiewał „Mon amour” na wydarzeniu przed uroczystą ceremonią otwarcia letnich igrzysk olimpijskich w Paryżu.

## Dyskografia
Albumy studyjne
| Rok  | Tytuł                   |
| ---- | ----------------------- |
| 2016 | À bout de rêves         |
| 2018 | Solune                  |
| 2019 | VersuS (feat. Vitaa)    |
| 2022 | Chroniques d’un Cupidon |
| 2024 | Essentiels (kompilacja) |